# Polarisation par courant de grille
La polarisation par courant de grille n'est plus employée de nos jours dans les montages audiophiles, car elle possède un défaut majeur : le courant de grille n'étant pas facile à prévoir, il est obligatoire de passer par une phase de tests avant la mise en service.
Le domaine d'utilisation encore viable concerne les tubes à fort courant de grille de contrôle (lors de leur utilisation en classe C). C'est le cas des triodes de puissances à fort coefficient d'amplification tel que le tube 811A par exemple.

## Fonctionnement
La grille capte une petite partie des électrons émis par la cathode (même si ce n'est pas là son but), il y a donc un faible courant qui circule dans la résistance Rp (courant en µA pour les tubes de préampli), il y a donc une chute de tension Vp aux bornes de Rp, la grille devient donc négative par rapport à la cathode. Le condensateur C1 permet au courant de grille (continu) de ne circuler que dans Rp, tout en permettant le passage de Ve(alternatif).

## Schéma
- Vcc : tension d'alimentation du tube.
- Ve : tension d'entrée (à amplifier) du montage.
- Vs : tension de sortie du montage.
- Vp : tension de polarisation.
- Rp : résistance de polarisation.
- C1 : condensateur d'entrée